# Klanění pastýřů (Andrea Mantegna)
Klanění pastýřů  je obraz severoitalského renesančního umělce Andrea Mantegny, datovaný kolem roku 1450–1451. Obraz je v majetku Metropolitního muzea umění v New Yorku.

## Historie
Tento malý obraz je obecně připisován mladému Mantegnovi. Objednavatelem byl pravděpodobně ferrarský vévoda Borso d'Este během pobytu umělce v Ferraře v letech 1450–1451.
Dílo, původně na panelu, bylo následně přeneseno na plátno, neznámo kdy, ztratilo malou část zcela vpravo. Je pravděpodobně zmíněno v inventáři majetku z roku 1586 ferrarské vévodkyně Margherity Gonzaga d'Este jako Prosepio de Andrea Mantegna (Betlémská scéna, Andrea Mantegna). Roku 1603 byl obraz v majetku kardinála Pietra Aldobrandini. Byl umístěn ve Ville Aldobrandini a stal se rodinným dědictvím. Později bylo dílo zděděno rodinou Pamphili a poté Borghese. V roce 1792 obraz koupil malíř a obchodník Alexandr Day, který jej vzal do Londýna. Od Williama Buchanana obraz koupil Richard Payne Knight a jeho dědici jej prodali Josephu Duveenovi, 1. baronu z Duveenu. V 1925 získal obraz americký finančník Clarence Mackay. Nakonec bylo dílo zakoupeno pro Metropolitní muzeum umění v New Yorku anonymním dárcem.

## Popis obrazu
Scéna je zasazena do otevřeného prostoru, s Madonou uprostřed. Ta hledí zbožňujícím pohledem na dítě, zatímco klečí na kamenném shodě, zatímco Svatý Josef vpravo spí a vlevo se modlí dva pastýři. Spánek Svatého Josefa může naznačovat jeho roli pouhého strážce Panny Marie a dítěte. Josef se opírá o seschlý strom, který zrodil ovoce na jediné větvi; obvyklou interpretací tohoto tradičního pojetí je mystická obnova přírody při nové dispenzaci. Ježíšovo zobrazení je typické pro Mantegnovu práci. Zcela vlevo je oplocený sad, který symbolizuje panenství Panny Marie. Za Pannou jsou vyobrazeny zříceniny stáje, v níž se podle tradice narodil Ježíš. Vpravo je rozlehlá krajina, orámovaná dvěma strmými horami. Na pozadí vpravo jsou zobrazeni další dva pastýři, spolu s velkým stromem, který se podobá Kalvárii, kde byl Ježíš ukřižován. Je zde také vůl, tradiční němý svědek narození Páně. Několik nedostatků v perspektivě přimělo učence k přiřazení této práce k datu, které se blíží období prvních fresek vytvořených Mantegnou v kapli Ovetari padovského kostela Eremitani, zejména k prvním scénám Život svatého Jakuba (1448–1450). Pozornost umělce věnovaná detailu je vysvětlována vlivem vlámské školy, kterou Mantegna mohl studovat ve sbírce rodiny Este, možná byl ovlivněn znalostí prací Rogiera van der Weydena. Groteskní portréty pastýřů, jako jsou jejich vrásky a další realistické detaily, ukazují na vliv severoevropských umělců.